# Adria Arjona

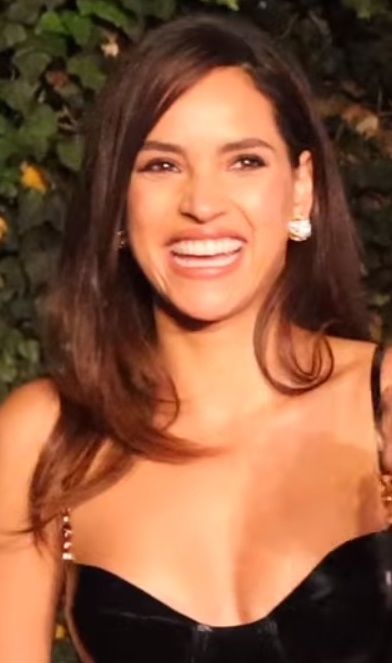
Adria Arjona (2022)

Adria Arjona Torres (ur. 25 kwietnia 1992 w Portoryko) – amerykańsko-portorykańska aktorka telewizyjna i filmowa pochodzenia gwatemalskiego. Wystąpiła w filmach: Pacific Rim: Rebelia, Morbius i Hit Man oraz serialu Andor.

## Życiorys
Adria przyszła na świat na wyspie Portoryko, lecz wychowała się w Meksyku. Od 12 roku życia mieszkała w Miami, a w wieku 18 lat przeniosła się do Nowego Jorku. Jej ojcem jest piosenkarz Ricardo Arjona.

## Filmografia

### Filmy
| Rok  | Tytuł                                        | Rola             | Uwagi       |
| ---- | -------------------------------------------- | ---------------- | ----------- |
| 2015 | Little Galicia                               | Patricia         |             |
| 2016 | Eksperyment Belko (The Belko Experiment)     | Leandra Florez   |             |
| 2016 | Anomalous                                    | Kate Grant       |             |
| 2018 | Pacific Rim: Rebelia (Pacific Rim: Uprising) | Jules            |             |
| 2018 | Dusza towarzystwa (Life of the Party)        | Amanda           |             |
| 2019 | Potrójna granica (Triple Frontier)           | Yovanna          |             |
| 2019 | 6 Underground                                | Five             |             |
| 2020 | Guardians of Life                            | Surgeon          | krótkometr. |
| 2021 | Sweet Girl                                   | Amanda Cooper    |             |
| 2022 | Morbius                                      | Martine Bancroft |             |
| 2022 | Ojciec panny młodej (Father of the Bride)    | Sofia Herrera    |             |
| 2023 | Hit Man                                      | Maddy Masters    |             |
| 2023 | The Absence of Eden                          | Yadira           |             |
| 2024 | Los Frikis                                   | Maria            |             |
| 2024 | Mrugnij dwa razy (Blink Twice)               | Sarah            |             |
| 2025 | Skomplikowani (Splitsville)                  | Ashley           |             |

### Telewizja
| Rok        | Tytuł                                             | Rola         | Uwagi               |
| ---------- | ------------------------------------------------- | ------------ | ------------------- |
| 2014       | Unforgettable: Zapisane w pamięci (Unforgettable) | Suzy Houchen | 1 odcinek           |
| 2014–2015  | Impersonalni (Person of Interest)                 | Dani Silva   | 2 odcinki           |
| 2015       | Narcos                                            | Helena       | 1 odcinek           |
| 2015       | Detektyw (True Detective)                         | Emily        | sezon 2, 6 odcinków |
| 2017       | Emerald City                                      | Dorothy Gale | główna rola         |
| 2019       | Dobry omen (The Good Omens)                       | Anathema     | 5 odc.              |
| 2020       | Monsterland                                       | Syrena       | 1 odc.              |
| 2022       | Irma Vep                                          | Laurie       | 3 odc.              |
| 2022, 2025 | Andor                                             | Bix Caleen   | w gł. obsadzie      |